# 约翰尼·博·安诺生
约翰尼·博·安诺生（丹麥語：Johnny Bo Andersen，1963年11月22日—），丹麦男子赛艇运动员。他曾代表丹麦参加世界赛艇锦标赛，获得二枚金牌和二枚银牌，均来自男子轻量级八人单桨有舵手项目。